# Hochschule Düsseldorf

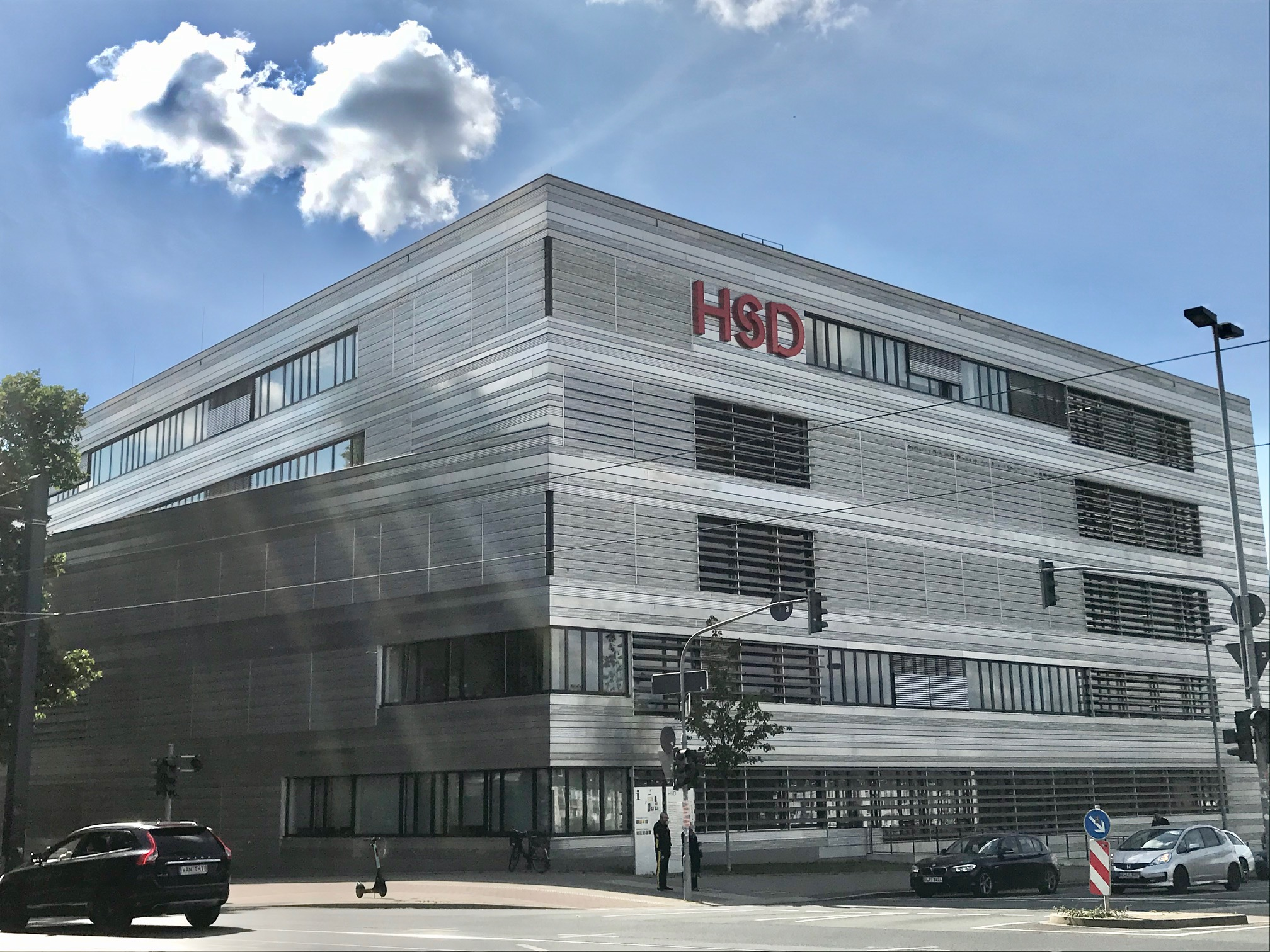
HSD – Gebäude 3 – Fachbereiche Sozial- und Kulturwissenschaften, Wirtschaftswissenschaften

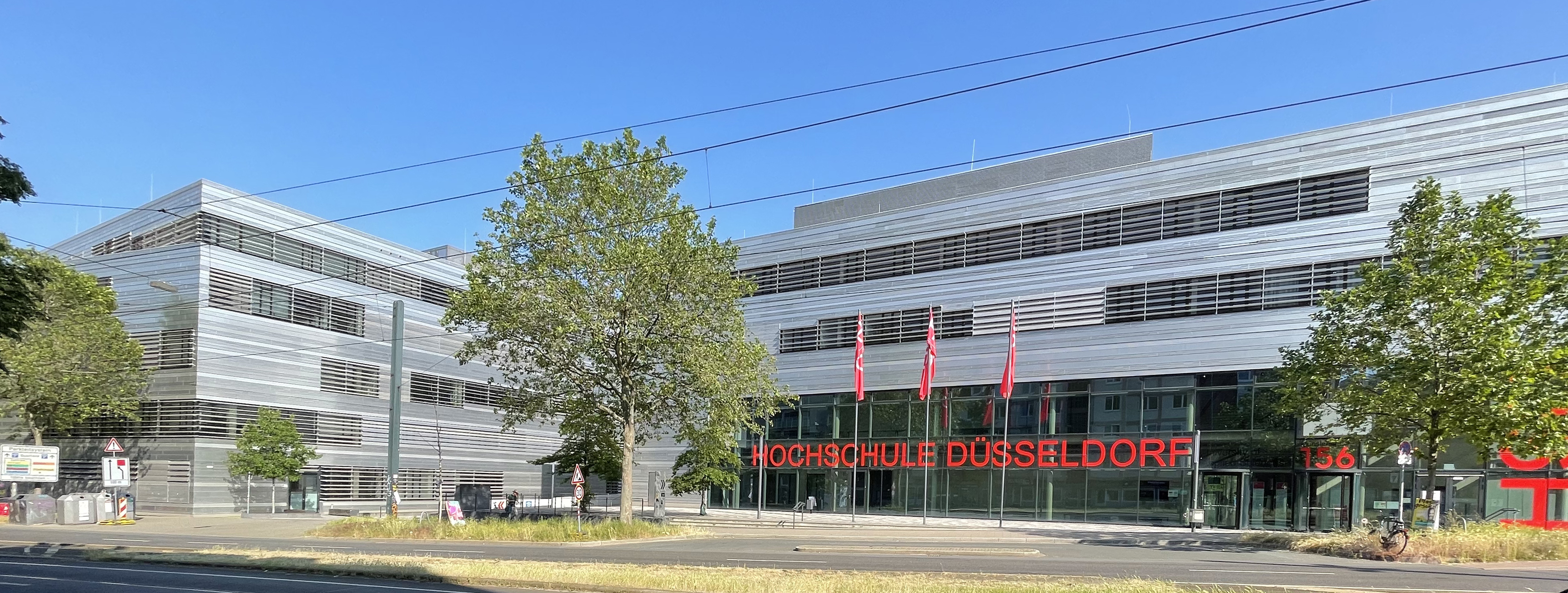
HSD-Gebäude 5 und 4 an der Münsterstraße

Die Hochschule Düsseldorf (HSD) – bis Mai 2015 Fachhochschule Düsseldorf (FH D) – ist eine staatliche Fachhochschule mit einem neuen Campus in Düsseldorf-Derendorf. Die HSD ging 1971 aus verschiedenen Ausbildungsstätten hervor.

Altes Logo von Helmut Schmidt-Rhen, 1978–2015

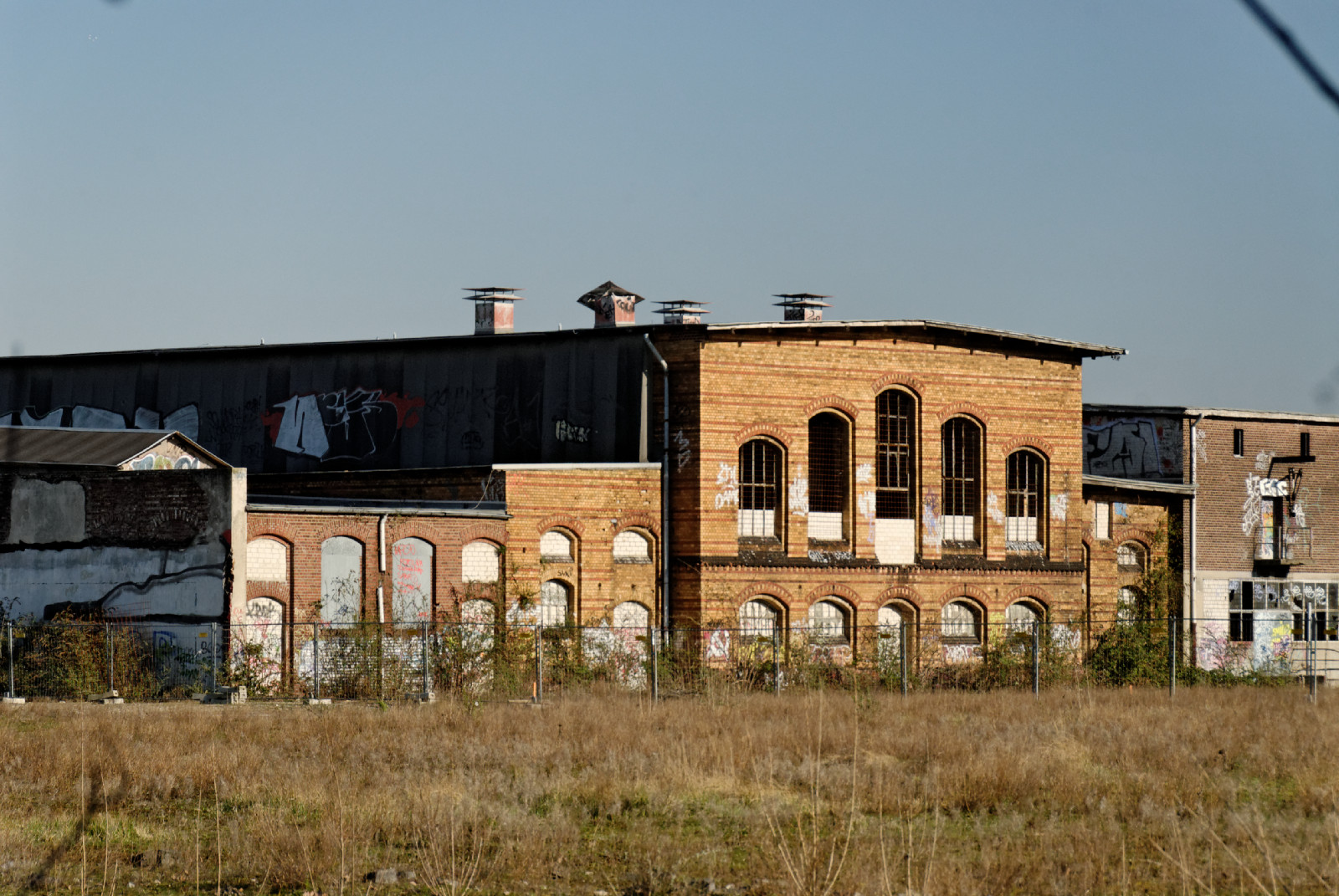
Ehemalige Großviehhalle (vor Renovierung, Umbau und Umnutzung) am neuen Campus der Hochschule Düsseldorf

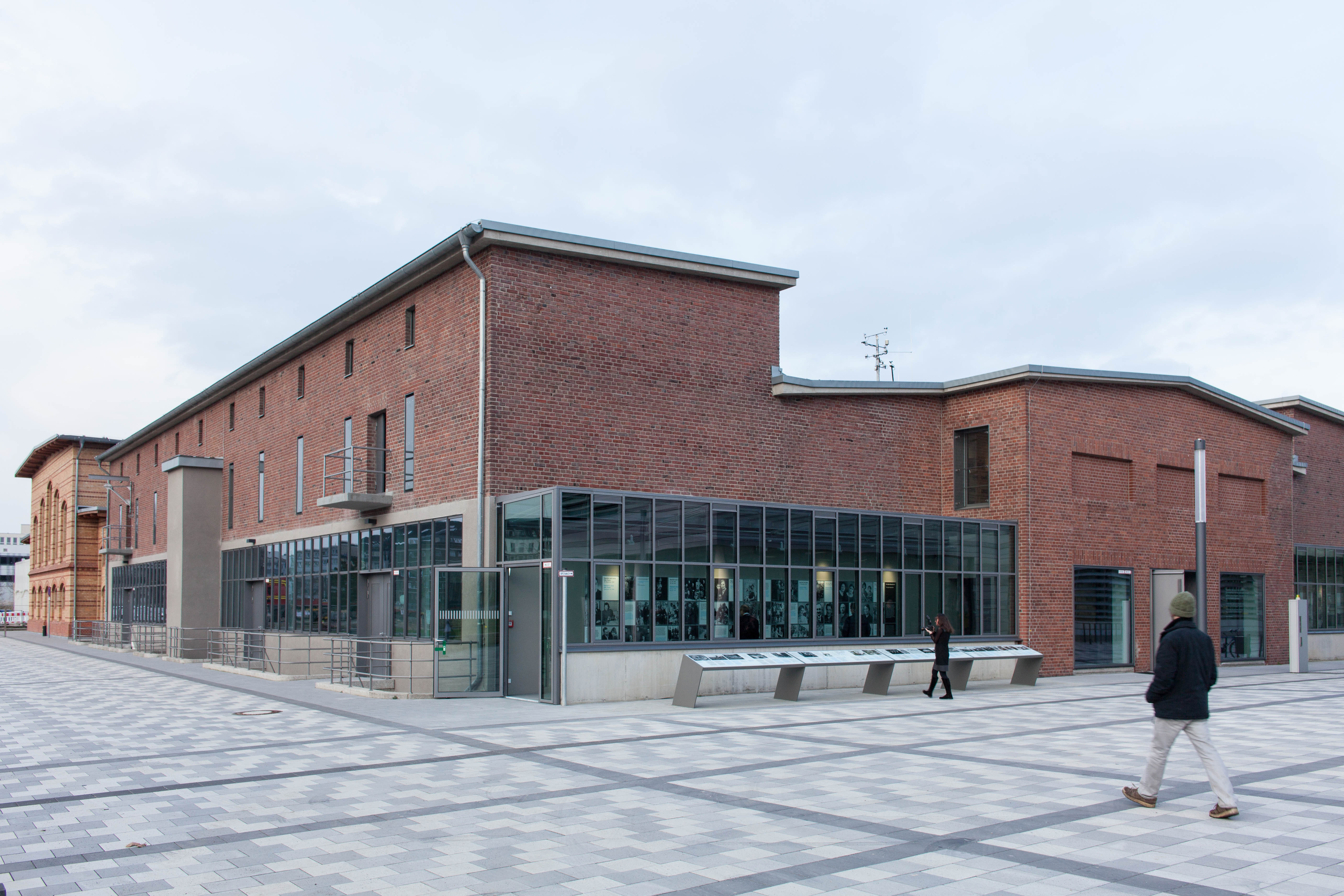
Ehemalige Großviehhalle (nach Renovierung, Umbau und Umnutzung) mit dem Erinnerungsort Alter Schlachthof (im Vordergrund)

## Fachbereiche
Die Hochschule Düsseldorf gliedert sich in sieben Fachbereiche:
- Fachbereich Architektur (Peter Behrens School of Arts),
- Fachbereich Design (Peter Behrens School of Arts),
- Fachbereich Elektro- und Informationstechnik,
- Fachbereich Maschinenbau und Verfahrenstechnik,
- Fachbereich Medien,
- Fachbereich Sozial- und Kulturwissenschaften sowie
- Fachbereich Wirtschaftswissenschaften

### Architektur (Peter Behrens School of Arts)
Der Fachbereich Architektur ist Teil der Peter Behrens School of Arts (PBSA) an der Hochschule Düsseldorf und bietet Bachelor- und Masterstudiengänge an. Ein charakteristisches Merkmal des Bachelor-Studiengangs „Architektur und Innenarchitektur“ ist die gemeinsame Ausbildung von Studierenden mit den Berufszielen Architektur und Innenarchitektur im Rahmen eines integrierten Studiengangs, dem sogenannten "Düsseldorfer Modell".pbsa.hs-duesseldorf.debdia.de
Seit dem Sommersemester 2004 bietet die Peter Behrens School of Arts die Internationale Gastprofessur der PBSA an, die für die Dauer eines Semesters eine Gastprofessur an renommierte Architekten, Innenarchitekten und Künstler aus aller Welt berufen, um den Studierenden mit unterschiedlichen Blickwinkel und Herangehensweisen zu bereichern.

### Architektur & Design
Am Fachbereich Design werden mit 26 Professoren und rund 60 weiteren Beschäftigten zwei Bachelor-Studiengänge durchgeführt, wovon sich einer mit dem Kommunikationsdesign mit Studienrichtung Grafikdesign und einer mit Produktdesign mit Studienrichtung Schmuckdesign beschäftigt. Darauf aufbauend gibt es zwei konsekutive Master-Studiengänge und einen von den Fachbereichen Architektur und Design gemeinsam durchgeführten Master-Studiengang Exhibition Design. Seit dem Wintersemester 2013/14 gibt es den Bachelor-Studiengang Retail Design, der eine interdisziplinäre Ausbildung in den Bereichen Design, Kommunikation und Marketing anbietet, die speziell auf die Bedürfnisse in der Einzelhandelsbranche ausgerichtet ist.
Seit Mai 2015 firmieren die beiden gestalterischen Fachbereiche Architektur und Design unter der Dachmarke Peter Behrens School of Arts (den Namen Peter Behrens School of Architecture trug der Fachbereich Architektur bereits seit 2005), wobei die grundsätzliche organisatorische Eigenständigkeit der Fachbereiche weiterhin bestehen bleibt. Der Name dieser Dachmarke ist eine Reverenz an den Industriedesigner Peter Behrens, der von 1903 bis 1907 an der Kunstgewerbeschule Düsseldorf gewirkt hatte.

### Elektro- und Informationstechnik
Am Fachbereich Elektro- und Informationstechnik gibt es einen Master-Studiengang und drei Bachelor-Studiengänge. Der Master-Studiengang kann in den Vertiefungsrichtungen Automatisierungstechnik, Nachrichten- und Informationstechnik, elektrische Energietechnik und Mikroelektronik studiert werden und wird mit einem Master of Science beendet. Der aktuelle Bachelor wird mit einem Bachelor of Engineering beendet und bietet die Studiengänge Elektro- und Informationstechnik, Elektro- und Informationstechnik Dual und Wirtschaftsingenieurwesen Elektrotechnik (seit 2009) an. Die Studiengänge Elektro- und Informationstechnik und Elektro- und Informationstechnik Dual enthalten die Fachmodule Automatisierungstechnik, Elektrische Energietechnik, Mikroelektronik, Informationstechnik oder Nachrichtentechnik. Alle Elektrotechnik-Studiengänge sind von der ASIIN (2003) und später von der AQAS (2009) akkreditiert.

### Maschinenbau und Verfahrenstechnik
Seit dem Sommersemester 2016 gibt es im Fachbereich Maschinenbau & Verfahrenstechnik fünf Bachelor-Studiengänge (Energie- und Umwelttechnik, Produktentwicklung, Produktionstechnik, Umwelt und Verfahrenstechnik sowie Wirtschaftsingenieurwesen). Außerdem bietet der Fachbereich drei Master-Studiengänge an: Internationales Wirtschaftsingenieurwesen, Mechanical Engineering und Simulations- und Experimentaltechnik.

### Medien
Im Fachbereich Medien werden die vier Bachelor-Studiengänge Medieninformatik, Medientechnik, Data Science, AI und Intelligente Systeme (DAISY) und Ton und Bild angeboten. Der Master-Studiengang Medieninformatik wird mit den Schwerpunkten „Virtuelle Umgebungen“ und „Multimediale Systeme und Anwendungen“ angeboten.

### Sozial- und Kulturwissenschaften
Der größte Fachbereich, Sozial- und Kulturwissenschaften, organisiert zwei Master-Studiengänge zur Kultur, Ästhetik und Medien sowie zu Empowerment Studies und einen Bachelor-Studiengang Sozialarbeit/Sozialpädagogik sowie einen Bachelor-Studiengang Pädagogik der Kindheit und Familienbildung. Der Fachbereich Wirtschaftswissenschaften bietet vier Bachelor-Studiengänge an: Kommunikations- und Multimediamanagement, Business Administration sowie International Management und Taxation Dual. Des Weiteren werden Master-Studiengänge in International Management sowie Kommunikations-, Multimedia- und Marktmanagement und Business Analytics angeboten. Darüber hinaus gibt es einen weiterbildenden Master-Studiengang Taxation.

## Geschichte
Die Fachhochschule Düsseldorf entstand wie die übrigen Fachhochschulen in der Bundesrepublik Deutschland im Zuge der Reformen im Bildungswesen der Bundesrepublik Deutschland, die Ende der 1960er-Jahre einsetzten. 1971 wurden die Staatliche Ingenieurschule Düsseldorf, die Werkgruppe Architektur und Innenarchitektur der Werkkunstschule Krefeld, die Höhere Fachschule für Sozialarbeit, die Peter-Behrens-Werkkunstschule Düsseldorf, die Höhere Fachschule für Sozialpädagogik und die Außenstelle Düsseldorf der Höheren Wirtschaftsfachschule Mönchengladbach in die Fachhochschule Düsseldorf integriert.
Unter ihrem Gründungsrektor Professor Hans Albert Klüfer nahm die Fachhochschule Düsseldorf mit 120 Professoren und rund 2200 Studierenden den Lehrbetrieb auf. Die sieben Fachbereiche waren noch an verschiedenen Orten untergebracht. Bereits im Jahre 1981 war die Zahl der Fachhochschüler auf 5500 gestiegen und weitere zehn Jahre später überstieg sie erstmals die Zehntausender-Grenze.
Dieses starke Wachstum führte schnell zu räumlichen Engpässen. Deshalb zogen 1976 die Fachbereiche Sozialarbeit und Sozialpädagogik – die Vorgänger des seit 2003 existierenden Fachbereiches Sozial- und Kulturwissenschaften – in einen Neubau auf dem Campus der heutigen Heinrich-Heine-Universität. Ein Jahr später folgte der Fachbereich Wirtschaft dorthin. Die Fachbereiche Architektur und Design konnten erst 1983 angemessen in modern ausgestatteten Räumen untergebracht werden. Mit 1100 Studierenden wurde der Neubau in der Georg-Glock-Straße, der auch mit einer Mensa für 350 Personen und einer Bibliothek im Erdgeschoss ausgestattet ist, bezogen.
Der im Wintersemester 1991/92 eingerichtete Studiengang Mikroelektronik und die Studienrichtung Mikrosystemtechnik wurden zunächst im Berufsbildungszentrum am Hammfelddamm in Neuss untergebracht, aber 2003 in einen Neubau am Kennedydamm (in Nachbarschaft der Georg-Glock-Straße) umgesiedelt.
Ende 2000 wurde der Fachbereich Medien mit dem Studiengang Ton- und Bildtechnik, der aus dem schon früher im Fachbereich Elektrotechnik existierenden Studiengang Tontechnik hervorgegangen ist, und dem Studiengang Medientechnik eingerichtet. Bereits der Studiengang Tontechnik war durch seinen interdisziplinären Aufbau in Kooperation mit der benachbarten Robert Schumann Hochschule Düsseldorf, der sowohl eine technische als auch eine musikalische Ausbildung gewährleistet, in der Bundesrepublik Deutschland einmalig.
Im Jahr 2008/9 begann die Planung für den neuen Campus Derendorf auf dem alten Areal des Schlachthofs und der Schlösser Brauerei im Stadtteil Derendorf. Der erste Spatenstich dafür fand im Jahr 2012 statt.
Am 30. Juni 2014 fand das Richtfest am Campus Derendorf statt.
Am 1. Mai 2015 wurde die Fachhochschule Düsseldorf in Hochschule Düsseldorf (HSD) umbenannt. Im Vorfeld der Umbenennung gab es zahlreiche Diskussionen, die zu insgesamt vier Abstimmungen im Senat führten. Erst die vierte Abstimmung brachte die benötigte 2/3-Mehrheit für die Namensänderung. Die Namensänderung wird begründet mit einer internationalen Anpassung und den Trend zur Standardisierung aller Hochschulen. Sie geht einher mit einem neuen Corporate Design (Umstellung des seit 1978 bestehenden Konzepts von Helmut Schmidt-Rhen auf ein neues Erscheinungsbild mit dem Schrifttyp HSD sans) und einem neuen Webauftritt.
Ende 2015 bezog die Verwaltung als erstes den neuen Campus Derendorf. Die Fachbereiche folgten in Abständen. Im Sommersemester 2016 zogen die Fachbereiche Medien, Wirtschaft und Sozial- und Kulturwissenschaften ein. Zum Wintersemester 2016/17 folgten Elektro- & Informationstechnik und Maschinenbau & Verfahrenstechnik. Zum Wintersemester 2018/19 zogen mit einiger Verspätung auch die Fachbereiche Architektur & Design ein.

## Umzug

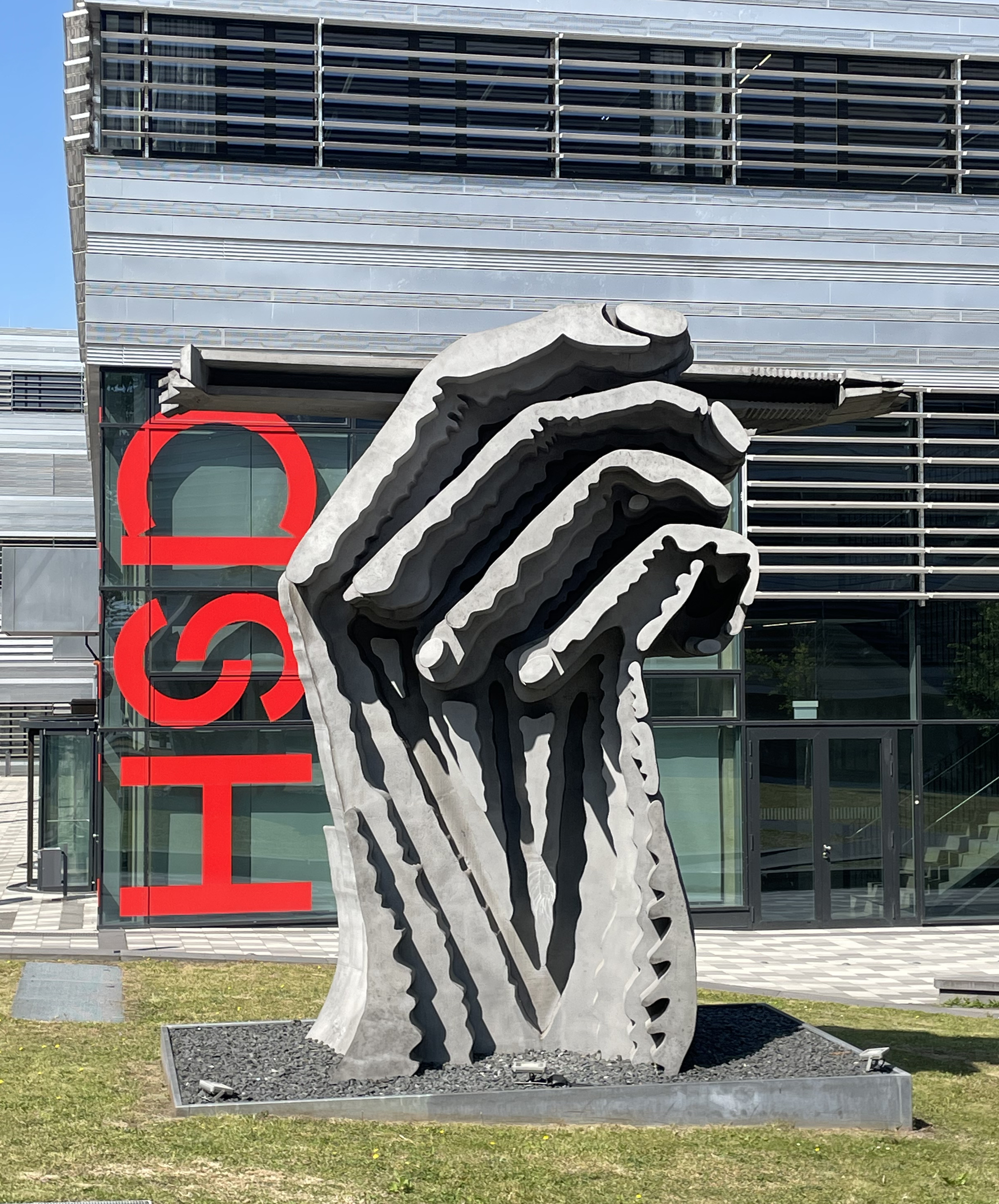
Hand mit Zeichenstift von Klaus Kammerichs an der Münster Straße (2023)

Die beiden Standorte sind im Zuge des Hochschulneubaus durch den Bau- und Liegenschaftsbetrieb NRW (BLB NRW) zusammengelegt worden. Die Abschaffung der Wehrpflicht und Umstellung auf Abitur nach Klasse 12 führten 2013 zu einer erhöhten Nachfrage nach Studienplätzen. Der neue Campus auf dem alten Schlacht- und Viehhof am Haltepunkt Düsseldorf-Derendorf im Stadtteil Derendorf entstand nach Plänen der Nickl & Partner Architekten AG. Hochschulbibliothek und Campus IT sind in historische Bestandsbauten integriert. Die Eröffnung war für Sommer 2015 geplant, aufgrund von baulichen Verzögerungen wurde die Eröffnung um einige Monate verschoben. Das Projekt ist durch Ermittlungen über Korruption beim Landeseigenen Bau- und Liegenschaftsbetrieb (BLB) NRW in die Schlagzeilen gekommen. Kurz vor einer zunächst geplanten Teileröffnung wurde im Herbst 2014 berichtet, dass der neue Campus, planerisch für rund 7000 Studenten ausgelegt, für die Aufnahme aller 9000 eingeschriebenen Studenten deutlich zu klein ausgefallen ist.
2016 wurden die ersten fünf Gebäude des neuen Campus bezogen. Im Oktober 2018 zogen die Fachbereiche Architektur und Design in Gebäude 6 ein. Der Umzug wurde Ende 2019 fertiggestellt. Die markante Großplastik „Hand mit Zeichenstift“ von Klaus Kammerichs, seit 1985 das Markenzeichen der Fachhochschule in Düsseldorf-Golzheim, zog in 2019 mit zum Campus um.

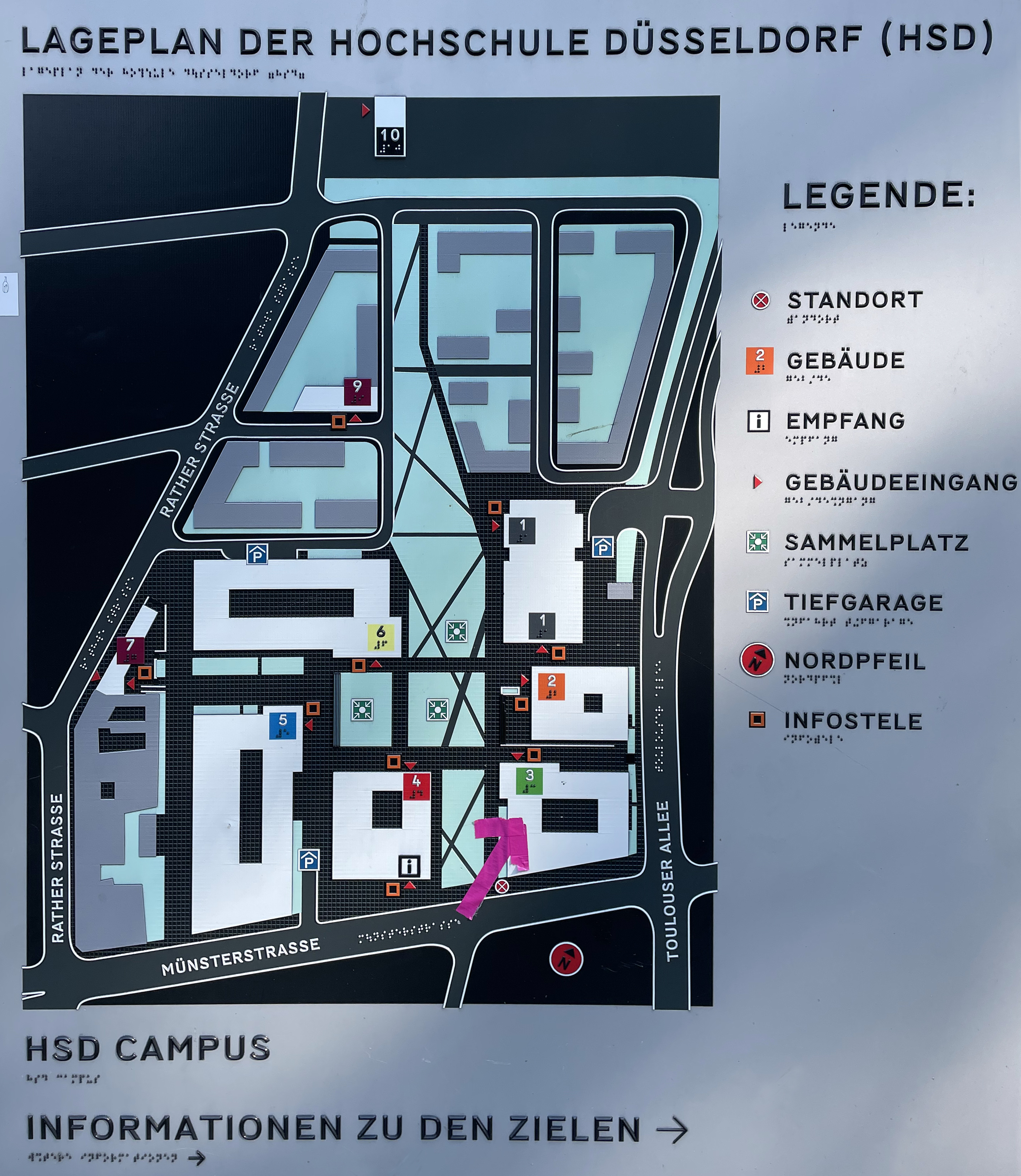
Tafel mit Lageplan der HSD

### Gebäude 1: Campus IT, Hochschulbibliothek, Erinnerungsort Alter Schlachthof
In Gebäude 1, der ehemaligen Großviehhalle, befinden sich die Hochschulbibliothek und die Campus IT. Dafür wurde die historische Gebäudehülle überarbeitet. In der nördlichen dreischiffigen Halle ist die Campus IT in eine Haus-im-Haus-Konstruktion eingezogen. Die Hochschulbibliothek der Hochschule Düsseldorf findet sich in der südlichen Halle mit Lesesälen im Erdgeschoss und Untergeschoss. Gruppen- und Büroräume entstanden im Obergeschoss im ehemaligen Heulager. Mit dem Umzug der Hochschule Düsseldorf auf ihren neuen Campus eröffnete im Februar 2016 der „Erinnerungsort Alter Schlachthof“. In der Dauerausstellung wird am historischen Ort die hier verübten Verbrechen dokumentiert.

### Gebäude 2: Hochschulleitung, Zentralverwaltung, Mensa, Cafeteria, SSC
Die Hochschulleitung und die Zentralverwaltung sind in das Gebäude 2 eingezogen. Im ersten Stock befindet sich eine Cafeteria sowie das Studierenden Support Center (SSC), welches aus Studienbüros, Zentraler Studienberatung, dem International Office, dem Familienbüro, der Arbeitsstelle Barrierefreies Studium und den studentischen Servicestellen besteht.

### Gebäude 3: Fachbereiche Sozial- und Kulturwissenschaften, Wirtschaftswissenschaften
Das Gebäude 3 bildet den südöstlichen Abschluss des Campus und markiert den Eckpunkt Münsterstraße/Toulouser Alle. In dem fünf Stockwerke hohen Gebäude befinden sich die Fachbereiche Sozial- und Kulturwissenschaften und Wirtschaftswissenschaften, ausgestattet mit Hörsälen, Seminarräumen, PC-Pools sowie Werk- und Regieräumen. Im Erdgeschoss nutzt der Allgemeine Studierenden Ausschuss (AStA) Büro- und Besprechungsräume.

### Gebäude 4: Empfang, Fachbereich Medien
Zwischen der Münsterstraße und dem zentralen Campusplatz liegt das Gebäude 4. In den oberen Geschossen befindet sich der Fachbereich Medien. Hier gibt es vier geschossübergreifende Studios für den Bereich Medientechnik, der sogenannten Studiocluster für Ton, Video und Virtual Reality. Im Erdgeschoss befinden sich verschiedene kleinere Hörsäle sowie der Audimax, in dem rund 500 Personen Platz finden.

### Gebäude 5: Fachbereiche Elektro- & Informationstechnik, Maschinenbau & Verfahrenstechnik
In Gebäude 5 befindet sich sowohl der Fachbereich Elektro- & Informationstechnik als auch der Fachbereich Maschinenbau & Verfahrenstechnik. Das Erdgeschoss ist mit Maschinenhallen, Werkstätten, Technikum und einer Hochspannungshalle bestückt. Im Obergeschoss wurden physikalisch-technische, chemische und elektrische Labore eingebaut. Das Dach kann für experimentelle Messungen genutzt werden.

### Gebäude 6: Fachbereiche Architektur, Design
Hier finden die Fachbereiche Architektur und Design als Peter Behrens School of Arts ihre Räumlichkeiten. Besonderheit des Gebäudes ist das große innenliegende treppenförmige Forum.

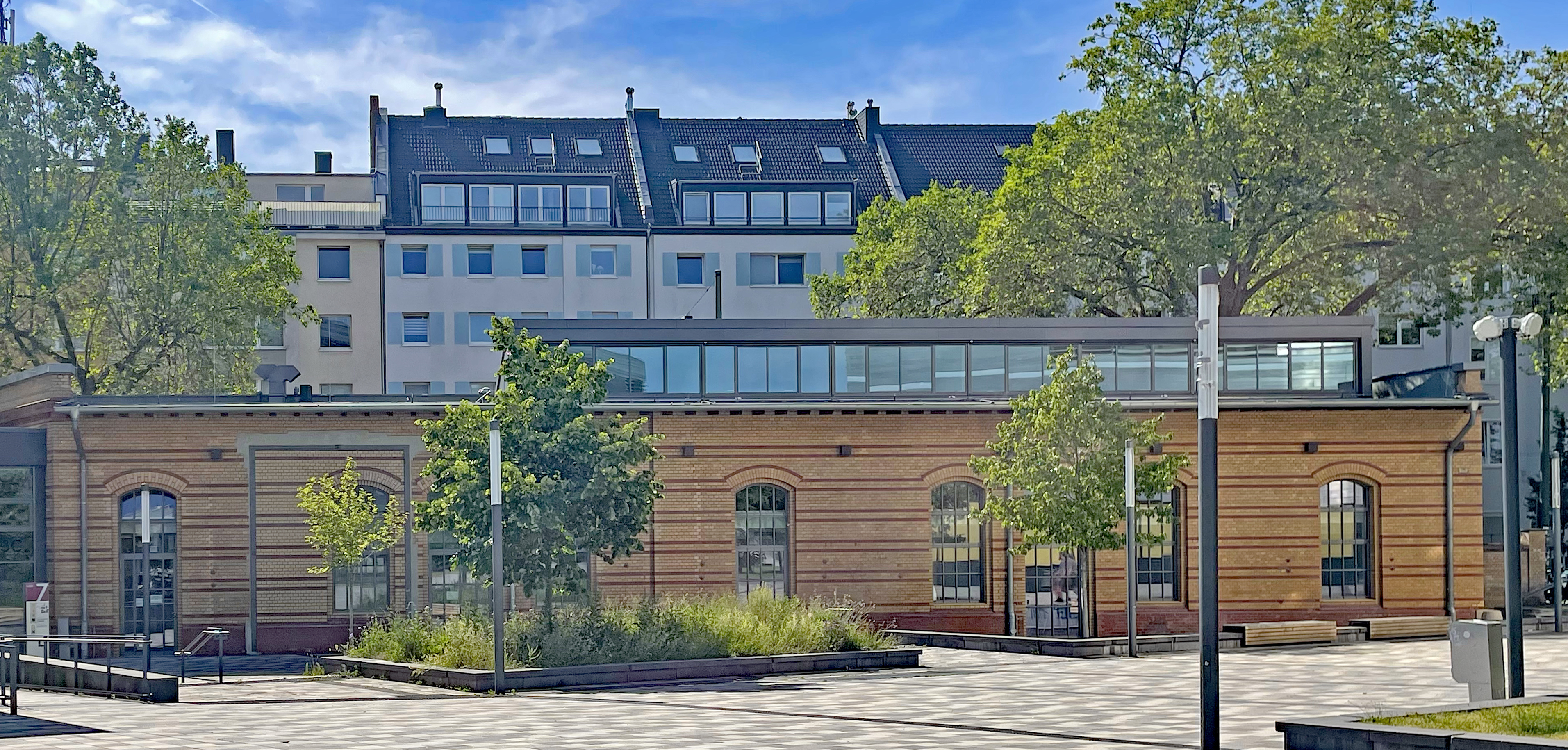
HSD-Gebäude 7 – ZWEK an der Rather Straße

### Gebäude 7: ZWEK
Die ehemalige Pferdehalle wurde zwischen 2016 und 2018 ausgebaut. Das Gebäude wird vom Zentrum für Weiterbildung und Kompetenzentwicklung (ZWEK) genutzt.

### Gebäude 9: Seminarzentrum
Mit dem Seminarzentrum stehen auf drei Etagen rund zehn flexibel nutzbaren Hörsäle und Seminarräume sowie die Möglichkeiten zum „Freien Lernen“ zur Verfügung. Direkt neben dem Seminarzentrum wurde das Studierendenwohnheim gebaut.

### Gebäude 10: Forum
Gebäude 10 im Forum Derendorf, das an das Gelände der Hochschule Düsseldorf angrenzt. Das „Forum Derendorf“ an der Rather Straße beinhaltet Wohnhäuser sowie Büroflächen, Gastronomie und Einzelhandelsgeschäfte. Die Hochschule hat mit der Rather Straße 23b den gesamten Gebäudekomplex mit 5 Etagen angemietet. Hier befinden sich vor allem Räumlichkeiten für verschiedene Fachbereiche wie z. B. die Druckerei des Fachbereichs Design. Weitere Büroflächen für die HSD finden sich im Gebäude mit der Anschrift Hilde-und-Joseph-Neyses-Platz 4.

## Studiengebühren
Am 22. März 2007 stimmte der Senat mit elf zu sieben Stimmen gegen die Einführung von Studiengebühren. Auf Initiative des Rektorats wurde trotz Verstreichen des 1. April (Frist zur Einführung von Studiengebühren zum Wintersemester) diese Abstimmung am 24. April 2007 wiederholt, jedoch blieb es beim alten Stimmverhältnis.

## Professoren (Auswahl)
- Nils Baratella (* 1973), Professor für Sozialphilosophie und Sozialethik seit 2022
- Josef Hermann Bernhard (1925–2020), Professor für Elektrotechnik und Informatik
- Lars Breuer (* 1974), Professor für Gestaltungslehre mit dem Schwerpunkt „Wahrnehmung, Form und Farbe“
- Celia Caturelli (* 1953), Künstlerin, Professorin von 1997–2019
- Laura Cristea (* 1987), Gastprofessorin für Architektur 2024
- Yvonne P. Doderer (* 1959), Architektin und Professorin seit 2005 für Gender & Cultural Studies
- Wolf Erlbruch (1948–2022), Professor für Illustration von 1990–1997
- Niklaus Fritschi (* 1945), Professor für Architektur
- Dieter Fuder (1947–2011), Professor für Designtheorie, Designgeschichte, Designsemiotik, Medienwissenschaft von 1979–2011
- Monika Funke-Stern (* 1943), Professorin für Audiovisuelles Design von 1987–2008
- Juliane Greb (* 1985), Gastprofessorin für Architektur 2023
- Helfried Hagenberg (1940–2022), Professor für Kommunikationsdesign von 1966–2006
- Roland Henß (1952–2015), Professor für Schrift und Typografie von 1988–2015
- Hans Hoischen († 2002), Professor für Maschinenbau
- Christian Jendreiko (* 1969), Experimentalkünstler und Professor für Design und Strategien digitaler Kommunikation
- Klaus Kammerichs (* 1933), Fotograf, Bildhauer und Professor für Fotografie
- Hans Albert Klüfer, Gründungsrektor der Fachhochschule Düsseldorf, Professor im Fachbereich Maschinenbau und dessen langjähriger Dekan
- Bruno Knuppertz (†), Professor im Fachbereich Elektrotechnik und dessen langjähriger Dekan
- Wilfried Korfmacher (* 1957), Professor für Kommunikationsdesign von 1997–2023
- Christiane Leidinger (* 1969), Professor für Soziologie Schwerpunkt Geschlechtersoziologie seit 2018
- Jörg Leeser (* 1967), Professor für Entwerfen im städtebaulichen Kontext und Stadtbautheorie
- Hans-Georg Lenzen (1921–2014), 1971 Prorektor der FH Düsseldorf und Professor für Graphisches Gestalten
- Swantje Lichtenstein (* 1970), Professorin für Text und ästhetische Praxis seit 2007
- Uwe Loesch (* 1943), Designer, Typograf, Professor für Kommunikationsdesign von 1985–1990
- Victor Malsy (* 1957), Professor für Typografie und Buchgestaltung von 2000–2024[20][21][22]
- Juan Pablo Molestina (* 1955), Professor für Gebäudelehre und Entwerfen, Dekan des Fachbereichs Architektur
- Yves Moreau (* 1976), Architekt und Gastprofessor für Architektur 2021/21
- Martin Pfeifle (* 1975), Bildender Künstler, Bildhauer und Professor für Körper-Raum-Struktur seit 2021
- Helmut Schmidt Rhen (* 1936), Maler der Konkreten Kunst, Kommunikationsdesigner und Hochschullehrer von 1976–1993
- Anca Timofticiuc (* 1982), seit 2021 Professorin für Architektur[23]
- Liviu Vasiu (* 1982), Gastprofessor für Architektur 2023/24
- Fabian Virchow(* 1960),  Professor für Politikwissenschaften seit 2010
- Gerhard Vormwald (1948–2016), Fotograf, Professor von 1999–2014
- Britta Wandaogo (* 1965), Regisseurin, Produzentin und Dokumentarfilmerin, seit 2010 Professorin für dokumentarische, journalistische und künstlerische Filmformate
- Andrea Zanderigo (* 1974), italienischer Architekt und Professor für Architektur
- Rainer Zimmermann (* 1956), Professor für Strategie, Design und Kommunikation von 2005–2022

## Absolventen (Auswahl)
- Uli Behringer (* 1961), Toningenieur und Gründer des Audiotechnikherstellers Behringer
- Anna Berkenbusch (* 1955), Designerin und Universitätsprofessorin
- Eva Brenner (* 1976), Innenarchitektin und Fernsehmoderatorin
- Tobi Dahmen (* 1971), Comicautor und Illustrator
- David Fischbach (* 1989), Schauspieler und Grafikdesigner
- Juli Gudehus (* 1968), Grafikdesignerin und Künstlerin
- Fons Matthias Hickmann (* 1966), Designer, Typograf, Professor
- Fritz Hilpert (* 1956), Toningenieur und Musiker (Kraftwerk)
- Bodo Hombach (* 1952), Politiker (SPD)
- Laura Kampf (* 1983), Künstlerin und Videoproduzentin
- Roman Klonek (* 1969), Illustrator und Druckgrafiker
- Petra Knyrim (* 1967), Grafikdesignerin und Typografin
- Renate Künast (* 1955), Sozialarbeiterin, später Politikerin (Bündnis 90/Die Grünen), Landwirtschaftsministerin im Kabinett Schröder I und Kabinett Schröder II
- Anna Lazaridis (* 1988), Boulespielerin
- Jens Müller (* 1982), Grafikdesigner und Professor
- Reinhard Müller (* 1953), Architekt, Stadtplaner, EUREF-Campus Berlin
- Stefan Nowak (* 1967), Grafikdesigner
- Ronald Pofalla (* 1959), ehemaliger Generalsekretär der CDU und ehemaliger Kanzleramtsminister im Kabinett Merkel II. Heute Vorstand für Wirtschaft, Recht und Regulierung bei der Deutschen Bahn AG und bei der DB Mobility Logistics AG
- Marcus Schwier (* 1964), Künstler und Architekturfotograf, Lehrbeauftragter für Architekturfotografie von 2000–2002
- Karl Schwister (* 1954), deutscher Chemiker, Herausgeber und Autor
- Ansgar Maria van Treeck (* 1957), Fotograf
- Kurt Ziehmer (1944–2002), Lehrbeauftragter der FH für Architektur von 1977 bis 1981